# Fabrique Nationale Herstal

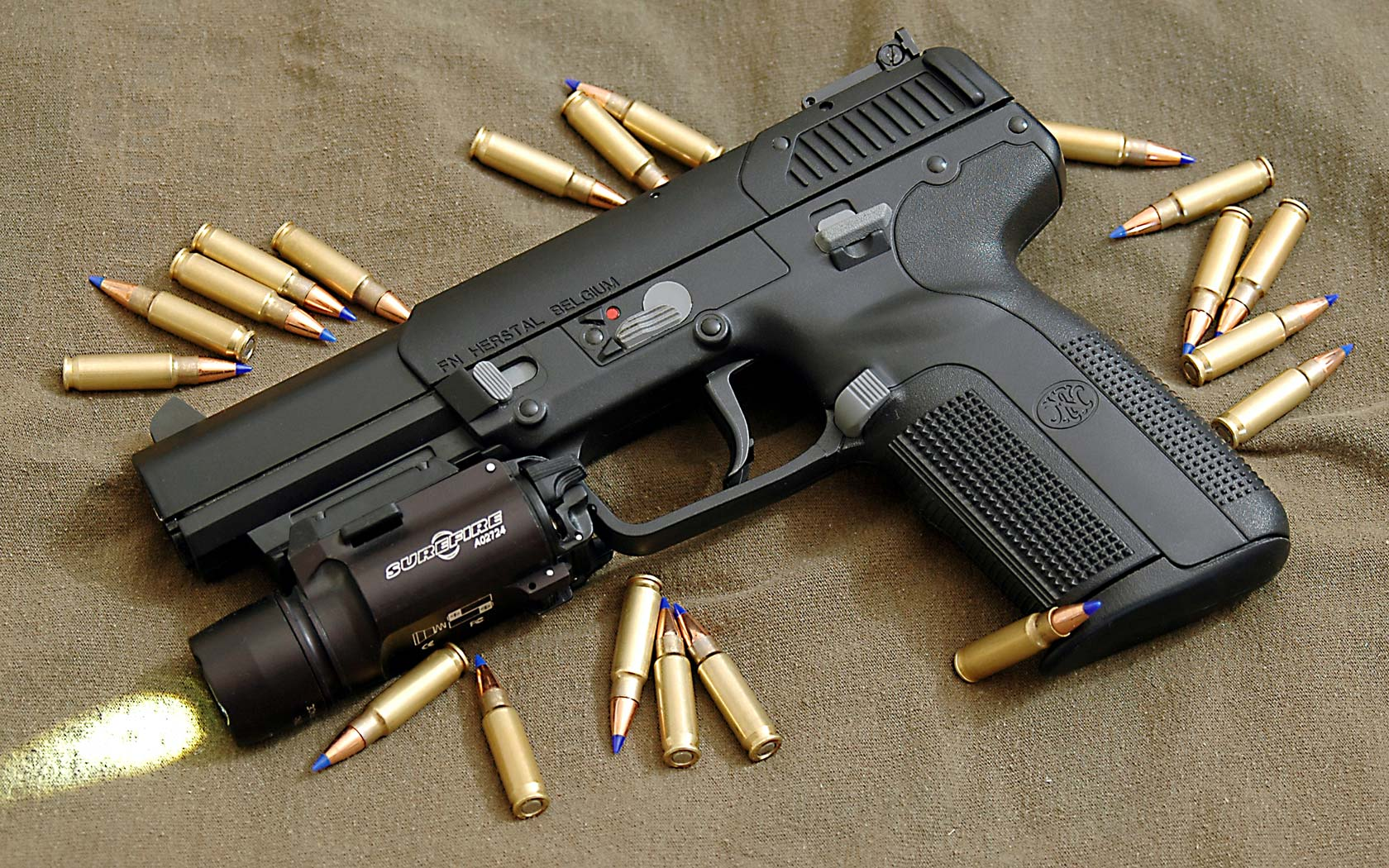
Die Selbstladepistole FN Five-seveN wurde im Jahr 2000 entwickelt und wird aufgrund des für Pistolen ungewöhnlich durchschlagskräftigen Kalibers 5,7 × 28 mm und der leichten Bauweise von vielen Polizeieinheiten eingesetzt.

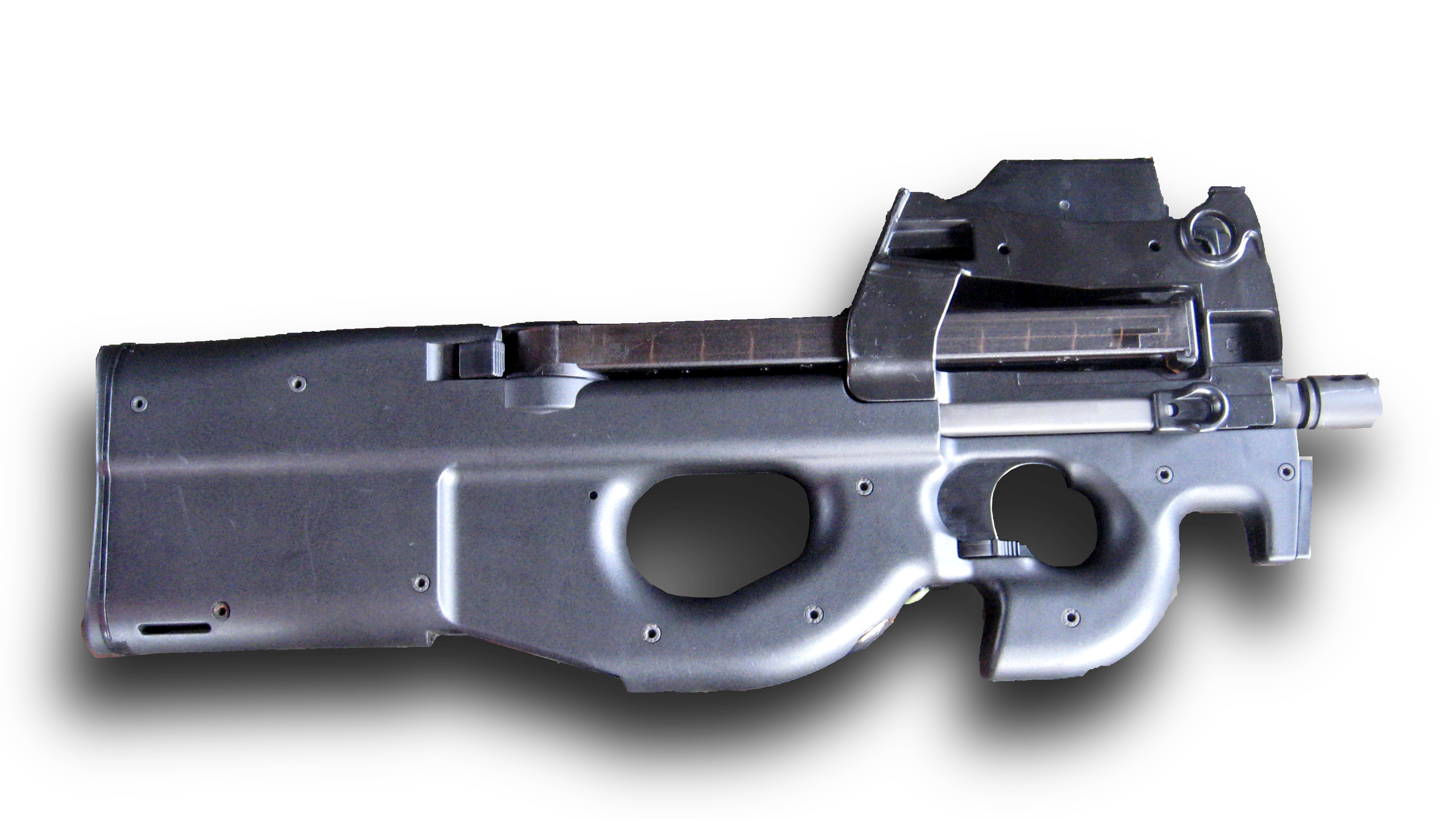
Die Maschinenpistole FN P90 soll die Vorteile einer Maschinenpistole (Handlichkeit, Kosten) mit einer verhältnismäßig großen Durchschlagskraft verbinden. Sie verwendet ebenfalls Patronen im Kaliber 5,7 × 28 mm.

Das belgische Unternehmen Fabrique Nationale Herstal (bis Ende 1972 Fabrique Nationale d’Armes de Guerre), besser bekannt unter dem Namen Fabrique Nationale (FN), mit Sitz in Herstal bei Lüttich (Liège) wurde 1889 gegründet und produziert seit seiner Gründung Waffen.
FN Herstal gehört zur Herstal Group; weitere Tochtergesellschaften sind die US-amerikanische Browning Arms Company und der finnische Optoelektronik-Hersteller Noptel. Während sich FN Herstal auf Waffen für Polizei und Militär konzentriert, stellt Browning vor allem Waffen für Jäger und Sportschützen her, darunter die Marke Winchester.
Von 1940 bis 1944 stellte FN im besetzten Belgien Waffen und Munition für die Wehrmacht mit dem Fertigungskennzeichen ch her.
FN wurde durch die Lizenzbauten des 1946 entwickelten NATO-Gewehrs FN FAL weltweit bekannt. Aber auch in letzter Zeit kann FN eine Reihe neuartiger Entwicklungen vorweisen, etwa die Selbstladepistole FN Five-seveN, die Maschinenpistole FN P90, das Sturmgewehr FN F2000 oder das Multikalibergewehr FN SCAR.
1992 gründete FN Herstal zusammen mit Poudrières Réunies de Belgique die Rüstungsfirma New Lachaussée. Späterer Eigentümer war dann die Fritz Werner Werkzeugmaschinen.

## Produkte der FN Herstal

### Faustfeuerwaffen der FN Herstal
- FN Barracuda
- FN Browning BDM
- FN Browning HP
- FN Browning HP-DA
- FN Browning Kleinkaliber Selbstladepistole
- FN Browning Modell 1900
- FN Browning Modell 1903
- FN Browning Modell 1905
- FN Browning Modell 1906
- FN Browning Modell 1910
- FN Baby Browning
- FN Five-seveN
- FN FNP
- FN FNS-9
- FN FNX
- FN Grand Browning
- FN 49
- FN 509
- FN 510
- FN 545

### MP und Gewehre der FN Herstal
- SAFN 49
- FN FAL
- FN CAL
- FN FNC
- FN F2000
- FN SCAR
- FN 30-11
- FN P90
- Browning Auto 5
- FN-Browning Selbstladegewehr cal 22

### Maschinengewehre der FN Herstal
- FN MAG
- FN BRG-15
- FN Minimi, in abgewandelter Form auch als M249 SAW bekannt.

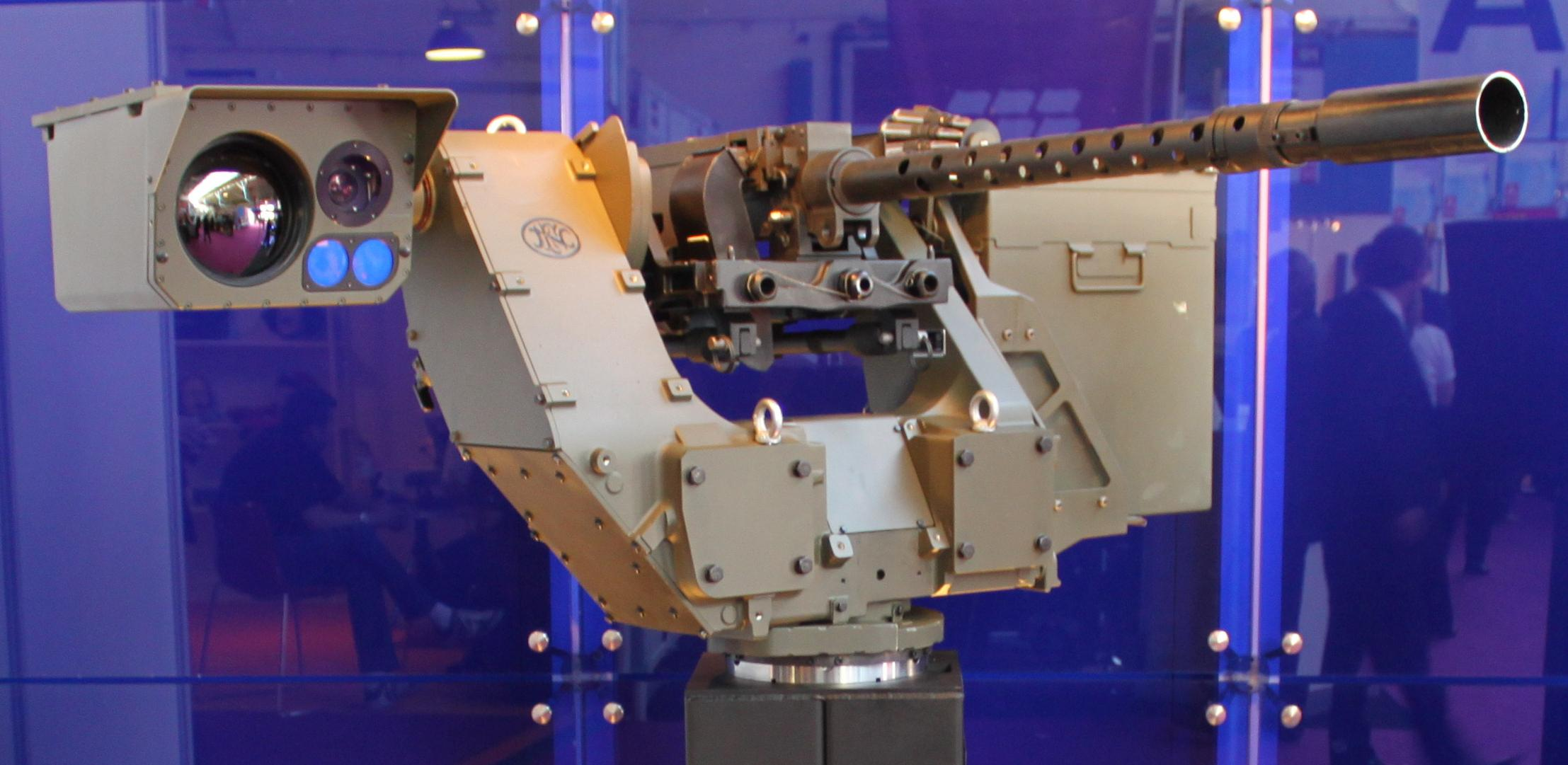
deFNder Medium

## Fernbedienbare Waffenstation
- deFNder Light für leichte Maschinengewehre bis 7,62 × 51 mm NATO
- deFNder Medium für schwere Maschinenwaffen bis 12,7 × 99 mm NATO

## Luftgestützte Behälter mit Rohrwaffen der FN Herstal
- ETNA TMP-5-MG-Behälter (mit 2 × FN MAG 58P 7,62-mm-Maschinengewehren mit je 500 Schuss Munition)
- HMP-400LC mit einem FN M3P 12,7-mm-Maschinengewehr mit 400 Schuss Munition
- HMP-250 mit einem FN M3P 12,7-mm-Maschinengewehr mit 250 Schuss Munition
- RMP LC einem 12,7-mm-FN-Maschinengewehr mit 250 Schuss Munition sowie drei Startrohren für je eine 70-mm-(2,75")-Rakete